# 吳維魁
吳維魁（1553年—？），字元甫，號鳳麓，浙江湖州府烏程縣民籍，歸安縣人，明朝政治人物。

## 生平
萬曆元年（1573年）癸酉科浙江鄉試第三十三名舉人，十一年（1583年）中式癸未科會試第一百一名，三甲第一百三十七名進士。工部觀政，授德興縣知縣，十三年（1585年）調績溪縣知縣，十七年（1589年）升刑部主事，二十二年（1594年）升郎中，二十三年（1595年）出為辰州府知府，二十六年（1598年）考察去職。

## 家族
曾祖吳清；祖父吳佩；父吳世正，母沈氏。